# Cymbium cymbium
Cymbium cymbium is een zeeslakkensoort, die behoort tot de familie Volutidae.